# Pomponiusz Flakkus
Pomponiusz Flakkus, L. Pomponius Flaccus (zm. 35) – konsul rzymski w 17, namiestnik Mezje w 19, prokonsul Syrii.
Flakkus zmarł w czasie pełnienia urzędu namiestnika Syrii. Jego następcą na tym stanowisku został Lucjusz Witeliusz.
Swetoniusz w następujący sposób opisuje zdobycie przez Flakkusa namiestnictwa Syrii: (Tyberiusz), gdy przeprowadzał naprawę obyczajów obywatelskich, ucztował i pił przez noc i dwa dni bez przerwy z Pomponiuszem Flakkiem i L. Pizonem, z których jednemu zaraz potem dał prowincję Syrię, drugiemu prefekturę stolicy.